# باري مكدونالد
باري مكدونالد (بالإنجليزية: Barry McDonald)‏ هو لاعب اتحاد الرغبي أسترالي، ولد في 9 يونيو 1942 في واو ‏ في بابوا غينيا الجديدة.